# Église Saint-Martin de Mardié
Pour les articles homonymes, voir Église Saint-Martin.
L'église Saint-Martin est une église française située à Mardié dans le département du Loiret et la région Centre-Val de Loire.
L'édifice est situé dans le périmètre du Val de Loire inscrit au patrimoine mondial de l'UNESCO.

## Géographie
L'église de Mardié est située sur la place Jean Zay de la commune de Mardié, sur la rive droite de la Loire, à 13 km à l'ouest d'Orléans.
La paroisse de Mardié appartient à la province ecclésiastique de Tours, au diocèse d'Orléans dans la zone pastorale d'Orléans et le doyenné de Bionne.

## Histoire
Au milieu du XVIe siècle, le passage de troupes protestantes anéantit un projet d'agrandissement qui prévoyait d'englober le chevet plat dans une série de travées.
Au milieu du XIXe siècle furent créées de fausses ogives en plâtre retombant sur de faux culots figurés dans les collatéraux du chœur, le rez-de-chaussée du clocher fut couvert d'une fausse voûte et la tribune installée au-dessus de l'accès ouest.
Un obus prussien de la guerre de 1870, fiché dans un mur, est visible à l'extérieur.
Dans un premier temps, le clocher de l'église fut inscrit à l'inventaire des monuments historique par arrêté du 6 octobre 1925, cette inscription fut annulée afin de permettre l'inscription de l'église dans sa totalité le 27 juillet 2006.

## Description

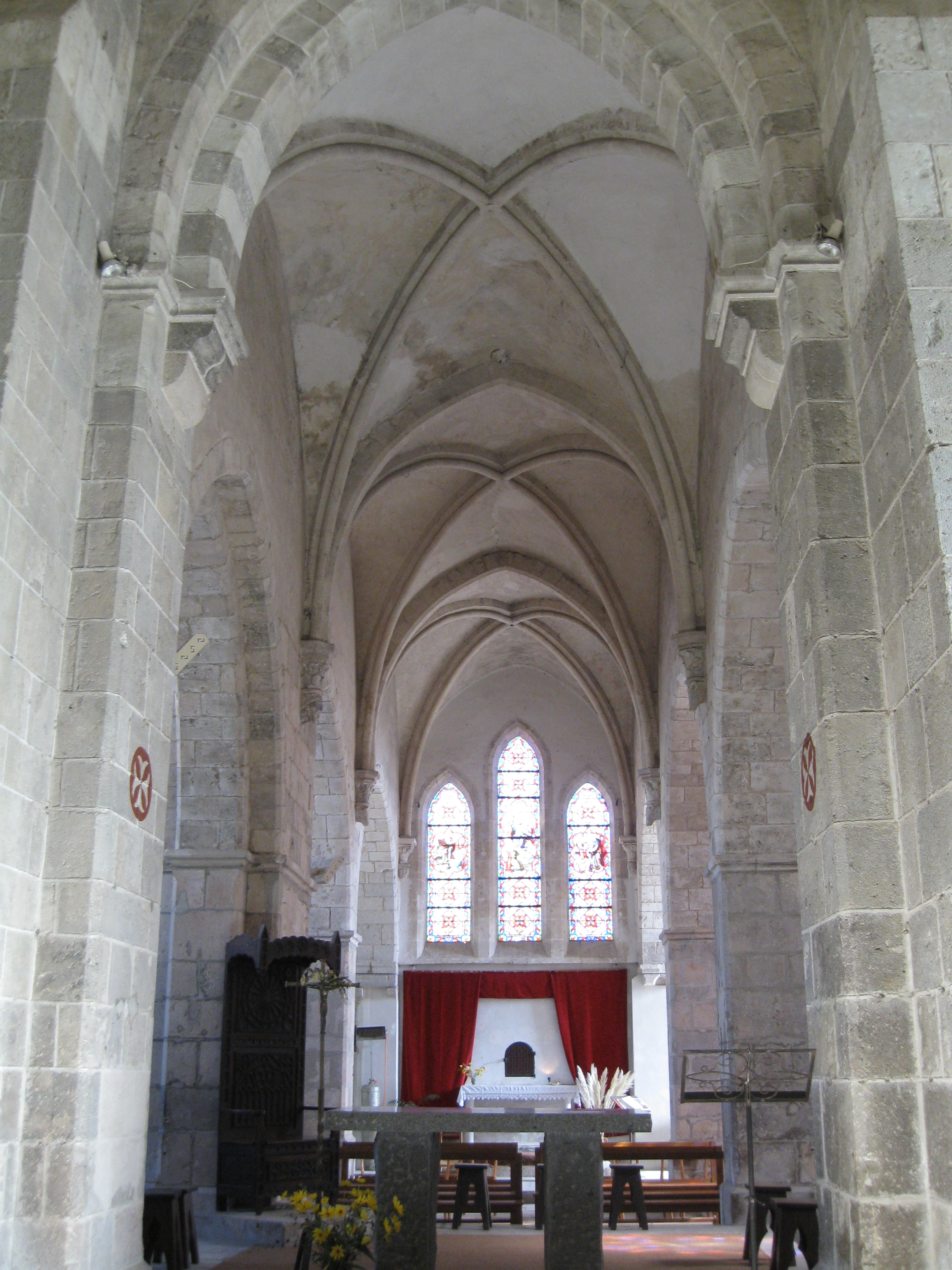
La nef et le chœur

L'église possède une nef romane et un chœur à passages latéraux de type berrichon.
Le vaisseau central est doté d'une voûte d'ogives retombant sur des corbeilles feuillagées portées par des culs de lampe figurés évoquant le début du XIIIe siècle.
L'église contient une statue du XVIe siècle représentant Saint-Jacques, classée monument historique au titre d'objet le 13 juin 1969.
Le groupe sculpté de la Vierge de Piété, datant du XVIIe siècle et monument historique au titre d'objet le 6 avril 1960, fut volé en juin 1968.

## Pour approfondir